# Dasiops aldrichi
Dasiops aldrichi är en tvåvingeart som beskrevs av Mcalpine 1964. Dasiops aldrichi ingår i släktet Dasiops och familjen stjärtflugor. Inga underarter finns listade i Catalogue of Life.